# Нагорода Едді Шора
Нагорода Едді Шора (англ. Eddie Shore Award) — нагорода, яка щорічно вручається найкращому захиснику Американської хокейної ліги (АХЛ) за підсумками регулярного чемпіонату. Переможець визначається за допомогою голосування представників преси, тренерів і гравців ліги.
Трофей був представлений у сезоні 1958–59 і названий на честь Едді Шора, члена Зали слави хокею (2006).

## Нагороджені
| Сезон   | Гравець             | Команда                       |
| ------- | ------------------- | ----------------------------- |
| 2024–25 | Джейкоб Макдональд  | Колорадо Іглс                 |
| 2023–24 | Кайл Капоб'янко     | Манітоба Мус                  |
| 2022–23 | Крістіан Воланін    | Абботсфорд Канакс             |
| 2021–22 | Джордан Гросс       | Колорадо Іглс                 |
| 2020–21 | Раян Мерфі          | Гендерсон Сілвер Найтс        |
| 2019–20 | Джейк Бін           | Шарлотт Чекерс                |
| 2018–19 | Зак Редмонд         | Рочестер Американс            |
| 2017–18 | Самі Ніку           | Манітоба Мус                  |
| 2016–17 | Метт Таорміна       | Сірак'юс Кранч                |
| 2015–16 | Ті-Джей Бреннан     | Торонто Марліс                |
| 2014–15 | Кріс Вайдмен        | Бінгемтон Сенаторс            |
| 2013–14 | Ті-Джей Бреннан     | Торонто Марліс                |
| 2012–13 | Джастін Шульц       | Оклахома-Сіті Баронс          |
| 2011–12 | Марк Барберіо       | Норфолк Адміралс              |
| 2010–11 | Марк-Андре Граньяні | Портленд Пайретс              |
| 2009–10 | Денні Гру           | Вустер Шаркс                  |
| 2008–09 | Джонні Бойчук       | Провіденс Брюїнс              |
| 2007–08 | Ендрю Гатчінсон     | Гартфорд Вулф-Пек             |
| 2006–07 | Шелдон Брукбенк     | Мілвокі Адміралс              |
| 2005–06 | Енді Делмор         | Сірак'юс Кранч                |
| 2004–05 | Ніклас Кронвалль    | Гранд-Репідс Гріффінс         |
| 2003–04 | Кертіс Мерфі        | Мілвокі Адміралс              |
| 2002–03 | Кертіс Мерфі        | Х'юстон Аерос                 |
| 2001–02 | Джон Слейні         | Філадельфія Фантомс           |
| 2000–01 | Джон Слейні         | Вілкс-Барре/Скрентон Пінгвінс |
| 2000–01 | Джон Слейні         | Філадельфія Фантомс           |
| 1999–00 | Бред Тайлі          | Спрингфілд Фалконс            |
| 1998–99 | Кен Саттон          | Олбані Рівер-Ретс             |
| 1997–98 | Джеймі Г'юард       | Філадельфія Фантомс           |
| 1996–97 | Даррен Рамбл        | Філадельфія Фантомс           |
| 1995–96 | Беррі Ріхтер        | Бінгемтон Рейнджерс           |
| 1994–95 | Джефф Серовик       | Провіденс Брюїнс              |
| 1993–94 | Кріс Снелл          | Сент-Джонс Мейпл-Ліфс         |
| 1992–93 | Боббі Доллас        | Адірондак Ред-Вінгс           |
| 1991–92 | Грег Гогуд          | Кейп-Бретон Ойлерс            |
| 1990–91 | Норм Макайвер       | Кейп-Бретон Ойлерс            |
| 1989–90 | Ерік Вайнріч        | Ютіка Девілс                  |
| 1988–89 | Дейв Фенайвс        | Герші Берс                    |
| 1987–88 | Дейв Фенайвс        | Герші Берс                    |
| 1986–87 | Бред Шоу            | Бінгемтон Вейлерс             |
| 1985–86 | Джим Вімер          | Нью-Гейвен Найтгокс           |
| 1984–85 | Річі Данн           | Бінгемтон Вейлерс             |
| 1983–84 | Гаррі Ларів'є       | Сент-Кетерінс Сейнтс          |
| 1982–83 | Грег Теббатт        | Балтимор Скіпджекс            |
| 1981–82 | Дейв Ферріш         | Нью-Брансвік Гокс             |
| 1980–81 | Крейг Леві          | Нова-Скотія Вояжерс           |
| 1979–80 | Рік Васко           | Адірондак Ред-Вінгс           |
| 1978–79 | Террі Мюррей        | Мен Марінерс                  |
| 1977–78 | Террі Мюррей        | Мен Марінерс                  |
| 1976–77 | Браян Енгблом       | Нова-Скотія Вояжерс           |
| 1975–76 | Ноель Прайс         | Нова-Скотія Вояжерс           |
| 1974–75 | Джо Зануссі         | Провіденс Редс                |
| 1973–74 | Горді Сміт          | Спрингфілд Кінгс              |
| 1972–73 | Рей Мак-Кей         | Цинциннаті Свордс             |
| 1971–72 | Ноель Прайс         | Спрингфілд Кінгс              |
| 1971–72 | Ноель Прайс         | Нова-Скотія Вояжерс           |
| 1970–71 | Маршалл Джонстон    | Клівленд Баронс               |
| 1969–70 | Ноель Прайс         | Спрингфілд Кінгс              |
| 1968–69 | Боб Блекберн        | Баффало Байсонс               |
| 1967–68 | Білл Нідгем         | Клівленд Баронс               |
| 1966–67 | Боб Мак-Корд        | Піттсбург Горнетс             |
| 1965–66 | Джим Моррісон       | Квебек Ейсес                  |
| 1964–65 | Ел Арбур            | Рочестер Американс            |
| 1963–64 | Тед Гарріс          | Клівленд Баронс               |
| 1962–63 | Марк Роме           | Герші Берс                    |
| 1961–62 | Кент Даглас         | Спрингфілд Індіанс            |
| 1960–61 | Боб Мак-Корд        | Спрингфілд Індіанс            |
| 1959–60 | Ларрі Гіллмен       | Провіденс Редс                |
| 1958–59 | Стів Крафтчек       | Рочестер Американс            |